# Celle qui m'a tout appris
Celle qui m'a tout appris è un brano musicale registrato dalla cantante canadese Céline Dion, per l'album in francese Sans attendre (2012). Scritto da Nina Bouraoui e Jacques Veneruso e prodotto dallo stesso Veneruso e Thierry Blanchard, il brano è stato pubblicato come quarto ed ultimo singolo promozionale dell'album. Nell'aprile 2014 fu distribuito anche come primo singolo promozionale dell'album live Céline une seule fois / Live 2013 (2014).
Celle qui m'a tout appris ha ricevuto delle recensioni favorevoli da parte della critica musicale.

## Antefatti, contenuti e uscita
Il 18 ottobre 2012 il sito celinedion.com pubblicò i testi e le anteprime di trenta secondi di ogni brano dell'album Sans attendre, tra i quali appariva anche Celle qui m'a tout appris, poi diventato disponibile come digital download all'inizio di novembre 2012, periodo d'uscita dell'album. La canzone dedicata alla madre di Céline, Thérèse Dion, è stata scritta dall'autrice Nina Bouraoui (testi) e dal compositore Jacques Veneruso (musica), mentre la produzione è stata curata dallo stesso Veneruso in collaborazione con Thierry Blanchard. La Bouraoui lavorò con Céline Dion nel 2007 per l'album D'elles, in cui sono presenti due brani firmati da lei: Immensité e Les paradis; mentre Veneruso scrisse e produsse molti altri successi in lingua francese della cantante tra cui: Sous le vent, Tout l'or des hommes, Contre nature, Je ne vous oublie pas, Tous les secrets e Immensité. Per Sans attendre scrisse anche il primo singolo estratto, Parler à mon père, oltre ad aver prodotto altri sette brani. Thierry Blanchard co-produsse nel 2007 A cause dell'album D'elles e collaborò alla produzione di altre tre canzoni di Sans attendre: Je n'ai pas besoin d'amour, Que toi au monde e Tant de temps.
L'8 aprile 2014 il brano fu inviato alle stazioni radio di Francia, come quarto singolo promozionale di Sans attendre e come primo singolo di Céline une seule fois / Live 2013, mentre il 29 aprile fu trasmesso per la prima volta dalle radio canadesi.

## Videoclip musicale
Il 6 maggio 2014, la performance dal vivo di Celle qui m'a tout appris fu caricata sul canale ufficiale Vevo di Céline Dion. Il videoclip è un estratto dal concerto tenutosi a Quebec City il 27 luglio 2013, Celine... une seule fois.

## Recensioni da parte della critica
La canzone ricevette recensioni generalmente positive da parte della critica musicale. Alain de Repentigny di La Presse elogiò i testi di Celle qui m'a tout appris scritti da Nina Bouraoui, definendo il brano uno dei migliori presenti nell'album. Kieron Tyler di The Arts Desk scrisse: "Ciò che più colpisce di Sans Attendre è la sua moderazione. La vorticosa Celle qui m'a tout appris avrebbe potuto trasformarsi in una ballata potente, ma invece si tratta della melodia e dell'umore."

## Interpretazioni dal vivo e pubblicazioni
Oltre ad averla eseguita durante il concerto Céline... une seule fois tenutosi a Quebec City il 27 luglio 2013, Céline Dion interpretò Celle qui m'a tout appris durante lo speciale televisivo canadese, Céline Dion… Sans attendre andato in onda il 4 novembre 2012 su TVA. La canzone fece parte anche della scalette della Tournée Européenne 2013.

## Formati e tracce
CD Singolo Promo (Francia) (Sony Music: CAC221400012)
1. Celle qui m'a tout appris – 3:48 (testo: Nina Bouraoui – musica: Jacques Veneruso)

## Classifiche
| Classifica (2014)                         | Posizione massima raggiunta |
| ----------------------------------------- | --------------------------- |
| Belgio Vallonia (Ultratip Bubbling Under) | 6                           |
| Québec (ADISQ)                            | 27                          |

## Crediti e personale
Registrazione
- Registrato presso gli Echo Beach Studios di Jupiter (FL)
- Mixato presso gli Hauts de Gammes Studio di Parigi (FR)

Personale
- Arrangiato da - Jacques Veneruso, Thierry Blanchard
- Batteria - Laurent Coppola
- Basso - Jean-Marc Haroutiounian
- Chitarre - Jacques Veneruso, Cyril Tarquiny
- Cori - Jacques Veneruso, Agnès Puget, Delphine Elbé
- Mixato da - Thierry Blanchard
- Musica di - Jacques Veneruso
- Pianoforte - Emanuel Guerrero

- Produzione - Jacques Veneruso, Thierry Blanchard
- Programmazione - Thierry Blanchard
- Registrato da - Thierry Blanchard
- Registrato da (voci) - François Lalonde
- Registrato da [assistente] - Ray Holznecht
- Tastiere - Thierry Blanchard
- Testi di - Nina Bouraoui